# 13087 Chastellux
A 13087 Chastellux (ideiglenes jelöléssel 1992 OV6) a Naprendszer kisbolygóövében található aszteroida. Eric Walter Elst fedezte fel 1992. július 30-án.